# Бахромов, Исломжон Исламович
Исломжон Исламович Бахромов (род. 17 июля 1995) — узбекистанский борец греко-римского стиля, призёр чемпионата мира 2023 года, чемпион Азии 2019 года. Участник летних Азиатских игр 2018 года. 

## Биография
Родился 17 июля 1995 года. В 2014 году стал чемпионом Азии по греко-римской борьбе среди юниоров в категории до 50 кг. 
В 2018 году на чемпионате Азии в Бишкеке, представляя Узбекистан, в весовой категории до 60 кг стал обладателем бронзовой медали. Через год в Китае стал чемпионом Азии в весовой категории до 60 кг, в финале победив соперника из КНДР Ли Сеуна. 
В 2020 году на чемпионате Азии в Нью-Дели в категории до 60 кг вновь стал обладателем бронзовой медали. 
На чемпионате мира по борьбе 2023 года, который проходил в Белграде, Бахромов в весовой категории до 60 кг, сумел завоевать бронзовую медаль, победив в утешительном финале иранца Мехди Мохсеннеджада.